# Puerta de Santiago (Melilla)
La Puerta de Santiago es la puerta de acceso al Primer Recinto Fortificado desde el Segundo Recinto Fortificado a la  ciudadela española de Melilla la Vieja, en Melilla. Forma parte del Conjunto Histórico Artístico de la Ciudad de Melilla, un Bien de Interés Cultural.

## Historia
Su construcción, llevada a cabo entre 1549 y 1551 por Miguel de Perea, se planteó como un revellín para defender la Puerta de Santa Ana, con su túnel en ángulo recto, excesivamente vulnerable. Entre 1669 y 1674 Osorio Astorga reparó el Torreón de las Beatas, que fue reconstruido entre 1680 y 1682 por el ingeniero Toscano Brito según las instrucciones del ingeniero Octavio Meni.
En 1952 se restauró el arco y el escudo, y se colocó un nuevo puente levadizo traído del Peñón de Vélez de la Gomera.
En 1699 se construyó un puente sobre el foso.

En 1996 se restauró de nuevo.

## Descripción

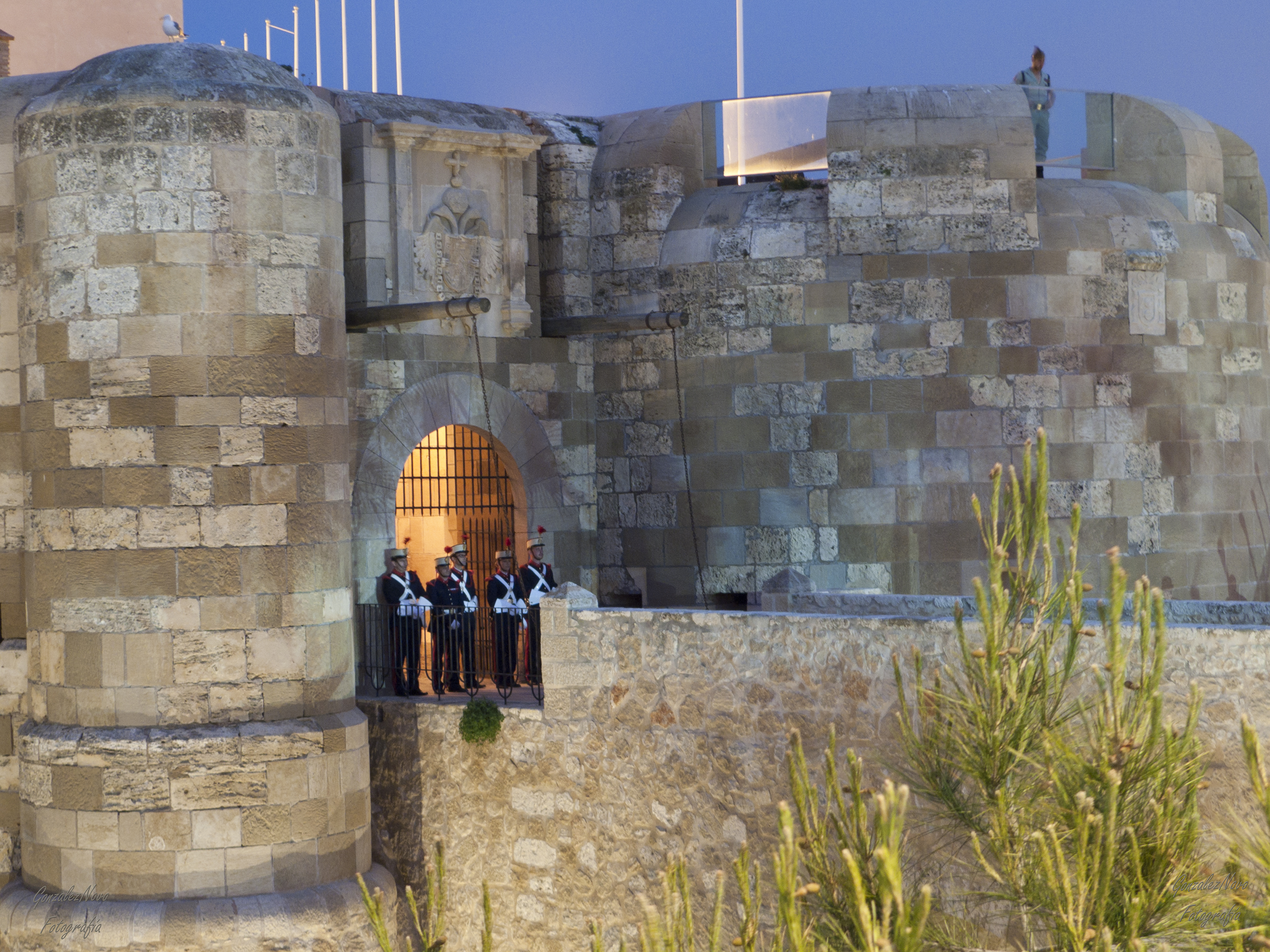
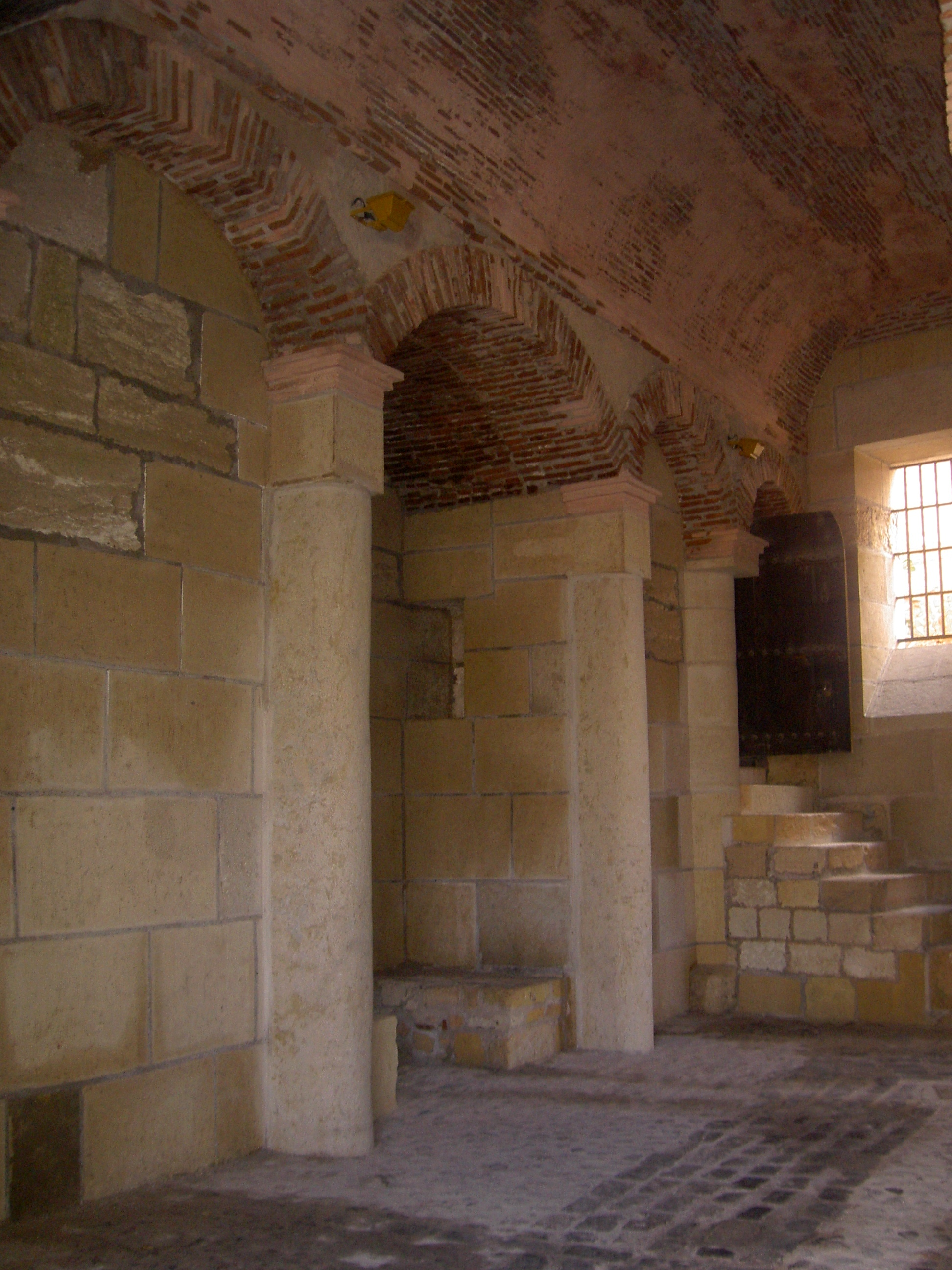
Revellín
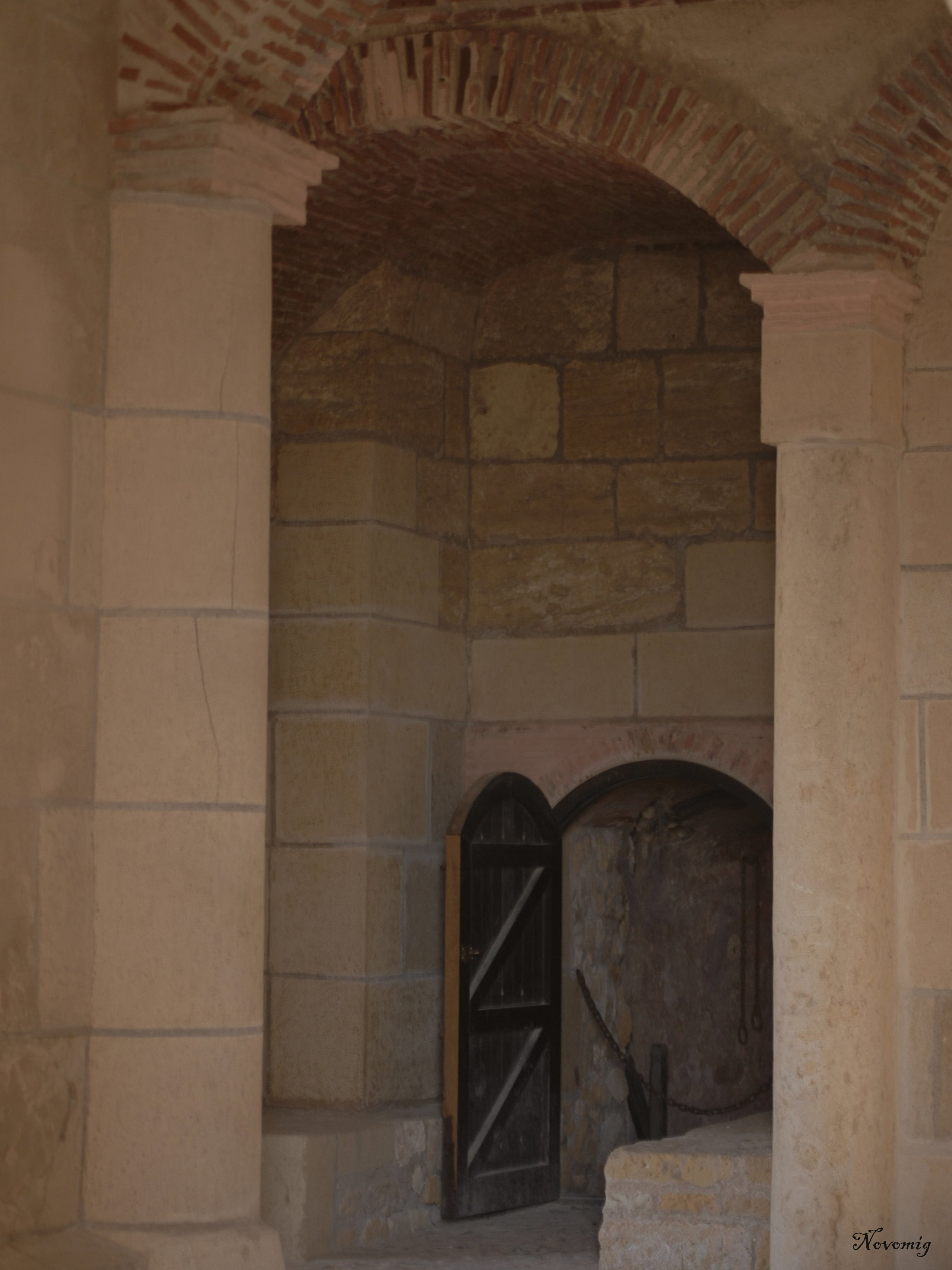
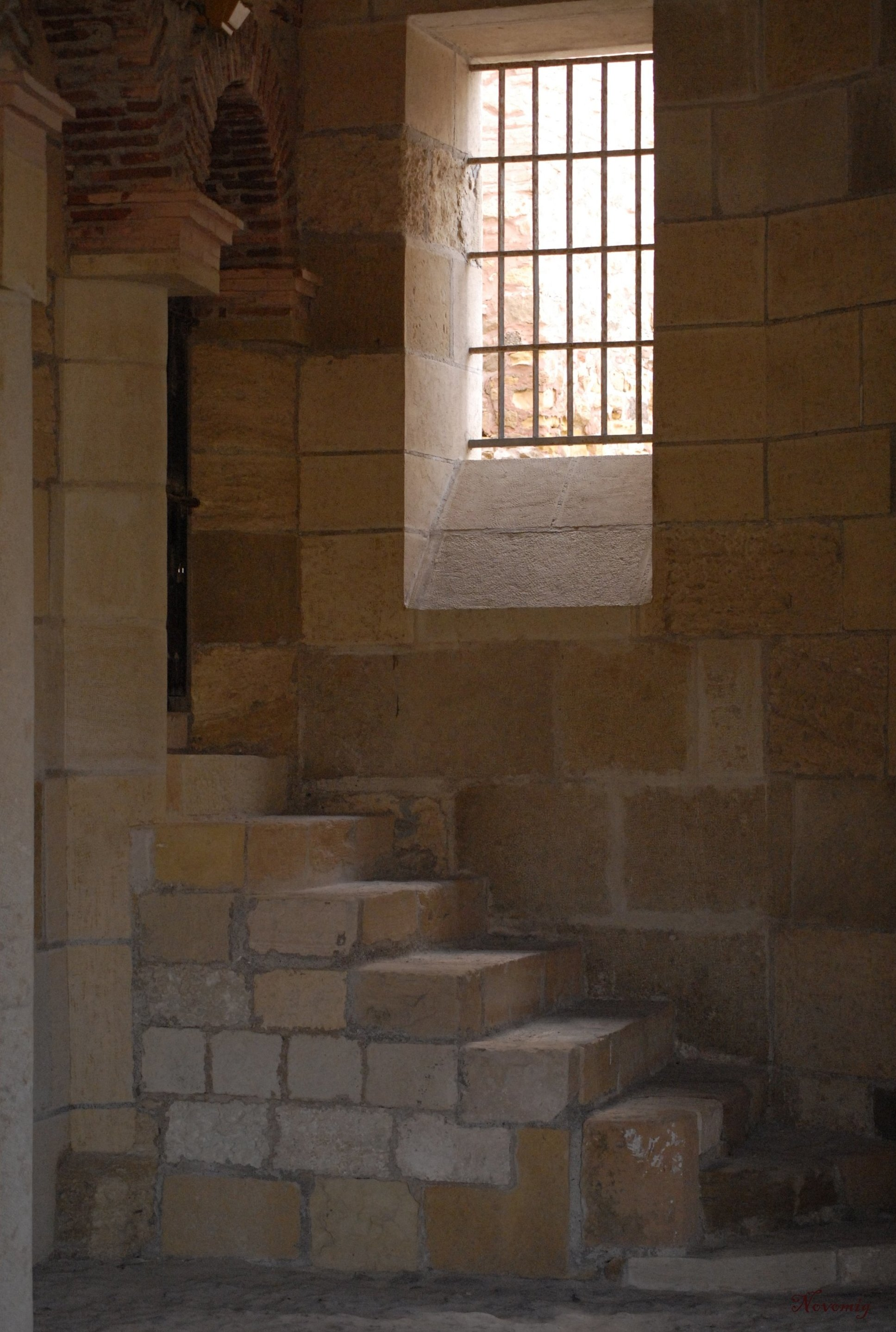

La puerta —toda de cantería— consta de un arco de medio punto sobre el que se halla el escudo imperial de Carlos V, flanqueado por dos torreones, a su derecha el Torreón Desmochado y a su izquierda el Torreón de las Beatas. Se accede desde un puente de mampostería y otro levadizo. Tras la puerta se encuentra la casamata, un pasadizo en recodo para dificultar el acceso de los atacantes, con paredes de piedra y bóvedas de ladrillo macizo.